# Kim Chon-man
Kim Chon-man (* 20. Oktober 1987) ist ein nordkoreanischer Wasserspringer. Er startet im 10-m-Turm- und Synchronspringen.
Kim errang seine ersten Erfolge bei den Asienspielen 2006 in Doha. Im Einzelwettbewerb vom Turm gewann er Bronze, im Synchronspringen mit Ri Jong-nam Silber. Im folgenden Jahr belegte er in Zhuhai im Rahmen des FINA-Diving-Grand Prix vom Turm einen dritten Platz. Zudem gewann er bei der Militärweltmeisterschaft im Einzel die Goldmedaille. Wiederum ein Jahr später konnte er sich für die Olympischen Spiele 2008 in Peking qualifizieren, wo er im Einzel vom Turm den 30. und letzten Platz belegte. Kim nahm im Jahr 2009 in Rom erstmals an der Weltmeisterschaft teil, schied dort allerdings als 22. nach dem Vorkampf aus. Seine bislang letzte internationale Medaille gewann er bei den Asienspielen 2010 in Guangzhou. Mit So Myong-hyok gewann er im 10-m-Synchronspringen die Bronzemedaille.